# Kathrin Petzold
Kathrin Petzold  är en före detta östtysk handbollsspelare.

## Karriär
Kathrin Petzold började sin handbollskarrär i klubben BSG Empor Brandenburger Tor Berlin. Katrin Petzold spelade senare för TSC Berlin i den högsta ligan Oberliga i Tyska demokratiska republiken. Hon spelade också för i Östtysklands damlandslag i deras sista turnering vid världsmästerskapen i handboll för damer 1990 och vann en bronsmedalj.